# Blue Moon of Kentucky
"Blue Moon of Kentucky" er en komposition fra 1946 af bluegrass-musikeren Bill Monroe, der selv indspillede sangen i september 1946. Den var på gaden i starten af 1947. Siden er sangen indspillet af en lang række kunstnere, blandt andet Elvis Presley.
Monroe skrev og spillede sangen som en vals (3/4-takt), hvilket Presley ændrede til en rock-sang i 4/4-takt.
Blue Moon of Kentucky er den officielle bluegrass-sang for den amerikanske stat Kentucky.

## Elvis Presleys version
Sangen blev indsunget af Elvis Presley med henblik på at være B-side til "That's All Right" (Crudup), som var Elvis Presleys første professionelle pladeindspilning. Den blev indspillet under en to-dages session i studiet hos Sam Phillips i Sun Records i Memphis, som fandt sted i dagene 5. – 6. juli 1954. Det var Sam Phillips, der tog initiativet til denne session. Mange forskellige sange blev prøvet, men det lykkedes ikke rigtigt at ramme den sound, som han ønskede. Med i studiet sammen med Elvis var guitaristen Scotty Moore og bassisten Bill Black, der begge var kendte studiemusikere hos Sun.
Ved lidt af et lykketræf fik de tre lavet en fantastisk indspilning af "That's All Right", som Elvis kendte i forvejen, men nu var problemet at finde en B-side der kunne matche denne. Bill Black kendte "Blue Moon of Kentucky" og foreslog de andre at prøve denne sang. I hænderne på Presley blev sangen snart til den rockende bluesklassiker, som kendes den dag i dag.

## Andre kunstnere
Et utal af kunstnere har indspillet sangen. Foruden Bill Monroe og Elvis Presley er det navne som John Fogerty, Patsy Cline, Paul McCartney, Ray Charles m.fl.